# Gelangensbestätigung
Mit der Gelangensbestätigung und anderen alternativen Belegnachweisen soll sichergestellt werden, dass steuerfreie innergemeinschaftliche Lieferungen von Unternehmern im Geltungsbereich des deutschen Umsatzsteuergesetzes im EU-Ausland tatsächlich angekommen sind. Mit der ab 1. Oktober 2013 geltenden Neuregelung zu den Nachweispflichten bei innergemeinschaftlichen Lieferungen soll die Besteuerung des innergemeinschaftlichen Erwerbs im Bestimmungsland sichergestellt und Steuerhinterziehung, beispielsweise durch Karussellgeschäfte, verhindert werden.

## Einführung
Für diesen Nachweis sollte seit 1. Januar 2012 die so genannte Gelangensbestätigung (§ 4 Nr. 1b UStG, § 6a UStG in Verbindung mit § 17a UStDV) verwendet werden. Wegen zahlreicher Proteste aus der Wirtschaft wurde es für einen Übergangszeitraum jedoch nicht beanstandet, wenn die Nachweise nach der bis 31. Dezember 2011 geltenden Rechtslage geführt wurden.  Durch die elfte Verordnung zur Änderung der Umsatzsteuer-Durchführungsverordnung wurden die Bestimmungen zur Gelangensbestätigung jedoch modifiziert. Ab 1. Oktober 2013 müssen Unternehmen bei innergemeinschaftlichen Lieferungen in geeigneter Form nachweisen, dass die Ware tatsächlich beim Unternehmer im EU-Ausland angekommen ist. Ohne einen Nachweis der Verbringung des Gegenstandes von einem EU-Mitgliedsstaat in einen anderen EU-Mitgliedsstaat kann das Finanzamt Umsatzsteuer für die eigentlich umsatzsteuerfreie innergemeinschaftliche Lieferung festsetzen. Der Nachweis kann in jeder Form erfolgen, jedoch sieht das Gesetz als Regelfall die sogenannte Gelangensbestätigung des Leistungsempfängers (Abnehmers) vor. Die Umsatzsteuerdurchführungsverordnung sieht für den Belegnachweis auch andere, gleichwertige Bestätigungen des mit dem Transport Beauftragten (z. B. Spediteur, Kurierdienst, Paketdienst) vor. Hier sind insbesondere die Spediteursbescheinigung und auch Tracking-and-Tracing-Protokolle zu nennen.

## Übergangsfrist
Das Bundesfinanzministerium hat am 16. September 2013 die Verwaltungsvorschriften zu den Beleg- und Buchnachweispflichten bei der Steuerbefreiung für innergemeinschaftliche Lieferungen veröffentlicht, die am 1. Oktober 2013 in Kraft treten. Für deren Anwendung wird darin eine Übergangsfrist bis 31. Dezember 2013 eingeräumt. Das bedeutet, für innergemeinschaftliche Lieferungen, die bis zum 31. Dezember 2013 ausgeführt werden, können die Buch- und Belegnachweise noch nach den alten Regelungen geführt werden. Die neuen Nachweispflichten zur innergemeinschaftlichen Lieferung sind dann zwingend ab 1. Januar 2014 anzuwenden.

## Inhalte einer Gelangensbestätigung
Sämtliche Möglichkeiten des Nachweises finden sich in § 17a UStDV. Als eindeutig und leicht nachprüfbar gilt demnach ein Nachweis, wenn neben dem Doppel der Rechnung § 14, § 14a UStG eine Gelangensbestätigung vorliegt, die folgende Angaben enthält:
- den Namen und die Anschrift des Abnehmers
- die Menge des Gegenstandes der Lieferung und die handelsübliche Bezeichnung. Bei Fahrzeugen  einschließlich der Fahrzeug-Identifikationsnummer bei Fahrzeugen im Sinne des § 1b Abs. 2 UStG
- Angabe von Ort und Monat des Erhalts des Gegenstandes im übrigen Gemeinschaftsgebiet bei Beförderung und Versendung durch den Unternehmer oder Versendung durch den Abnehmer. Bei Beförderung durch den Abnehmer ist Ort und Monat des Endes der Beförderung des Gegenstandes im übrigen Gemeinschaftsgebiet anzugeben.
- das Ausstellungsdatum der Bestätigung
- die Unterschrift des Abnehmers oder eines von ihm zur Abnahme Beauftragten. Bei elektronischer Übermittlung ist eine Unterschrift nicht erforderlich, wenn erkennbar ist, dass die Übermittlung im Verfügungsbereich des Abnehmers oder des Beauftragten begonnen hat.

## Form der Gelangensbestätigung
Da für die Gelangensbestätigung nur die Textform vorgeschrieben ist, kann diese auch in elektronischer Form ausgestellt und übermittelt werden. Bei der Übermittlung in elektronischer Form, sei es als E-Mail oder als Telefax, muss erkennbar sein, dass das elektronische Dokument aus dem Bereich des Ausstellers stammt. Die Gelangensbestätigung kann weiterhin als Sammelbestätigung ausgestellt werden, darin können die Umsätze aus bis zu einem Quartal zusammengefasst werden. Die Gelangensbestätigung kann auch aus mehreren Dokumenten bestehen, die aufeinander Bezug nehmen.